# Deadwood (Dakota Południowa)

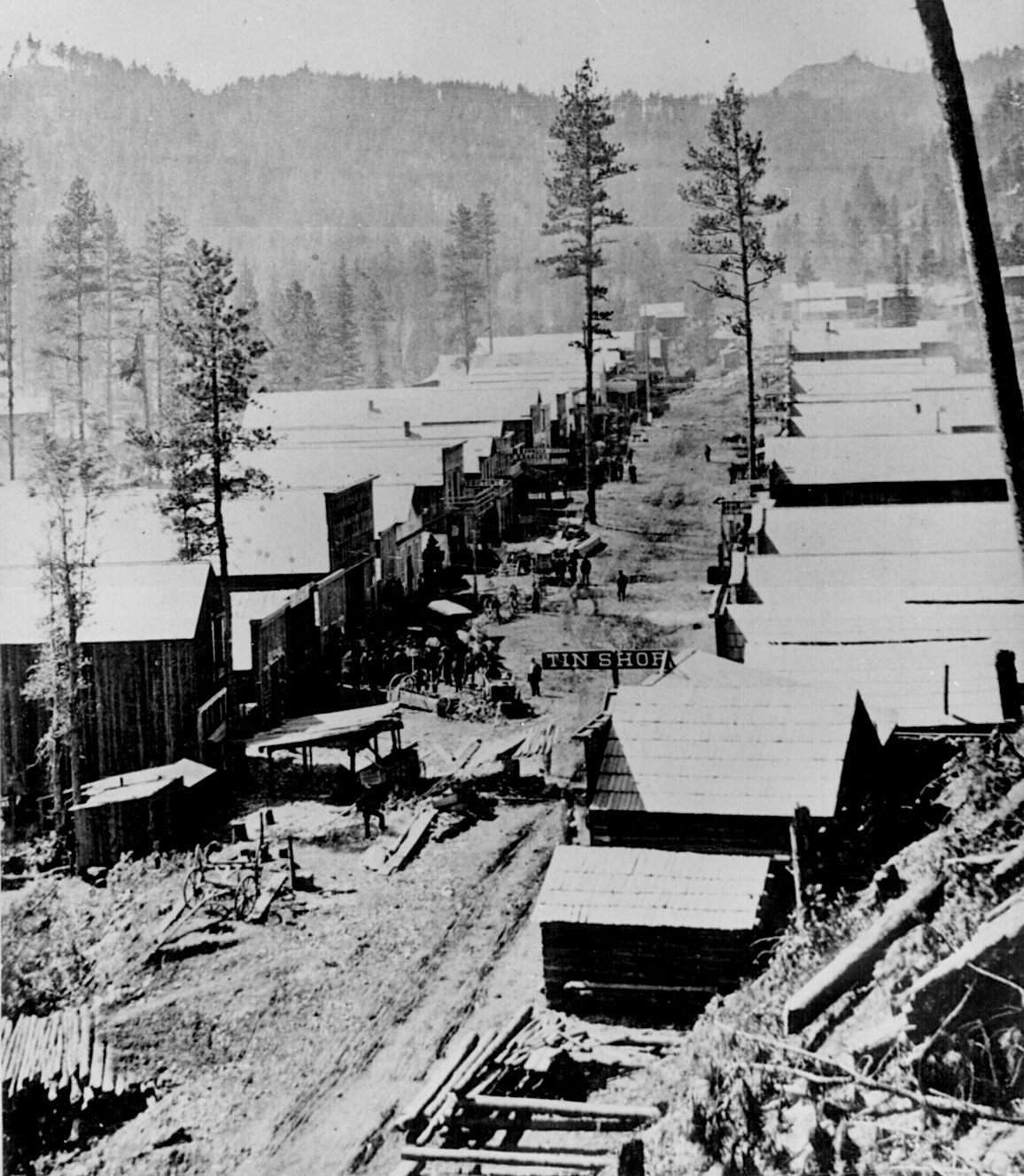
Deadwood w roku 1876

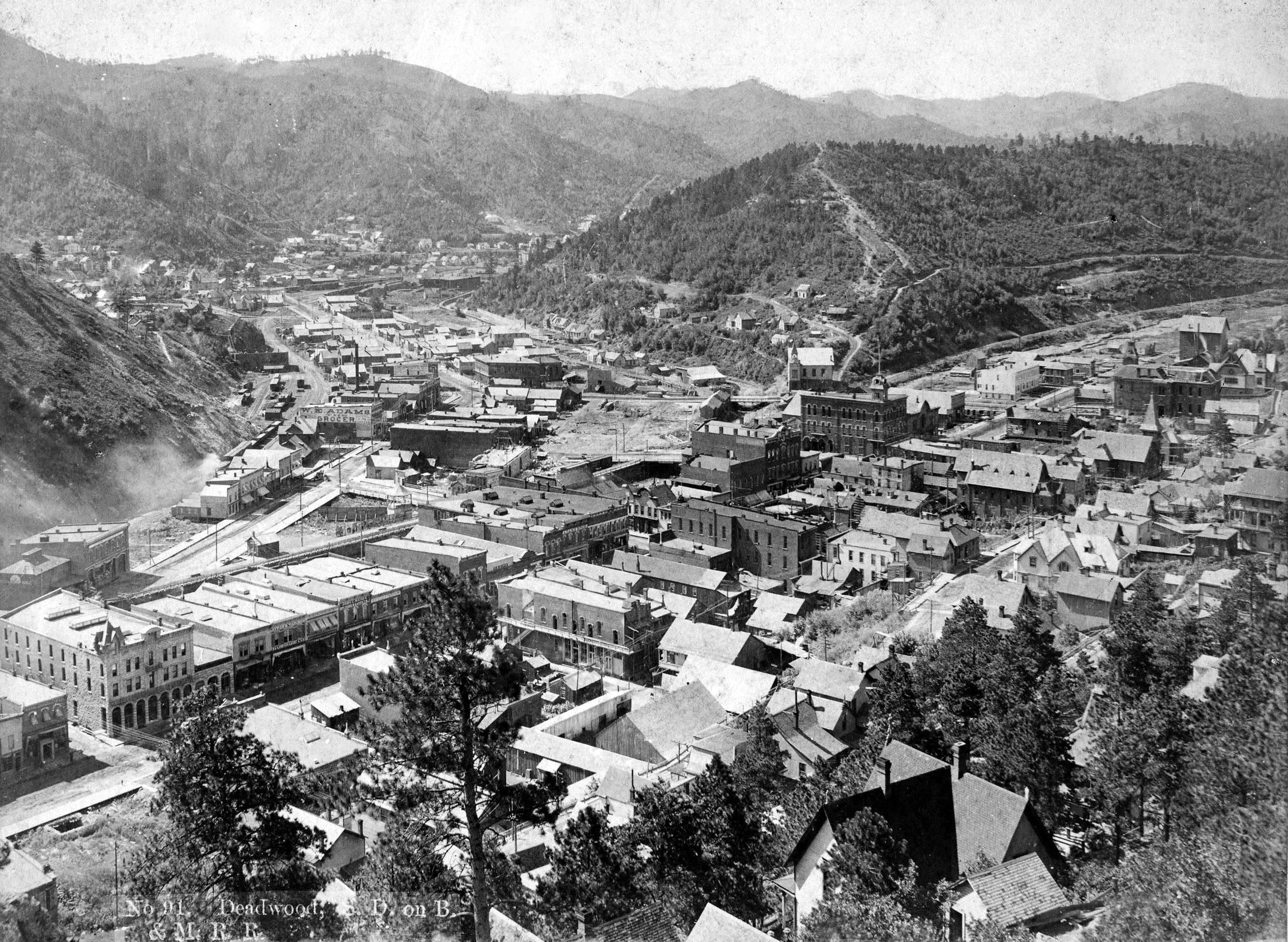
Deadwood około roku 1890

Deadwood (nazwa pochodzi od martwych drzew (dead wood) na brzegach parowu, w którym miasto jest położone) – miasto, siedziba władz hrabstwa Lawrence w stanie Dakota Południowa w Stanach Zjednoczonych. Według spisu ludności w roku 2000 miasto zamieszkiwało 1380 osób.

## Historia
Pierwotne Deadwood założone zostało bezprawnie na terytorium indiańskim. Zgodnie z Traktatem z Laramie z roku 1868 Black Hills miały należeć do Indian z plemienia Dakotów. Jednak w roku 1874 ppłk George Armstrong Custer poprowadził w góry ekspedycję i powiadomił o odkryciu złota nad wodami French Creek w pobliżu dzisiejszej miejscowości Custer. Przekazana przez Custera na wschód informacja wywołała gorączkę złota i przyczyniła się do powstania osady Deadwood.
W lutym miejscowość zamieszkiwało 400 osób, w marcu – 600, zaś latem było to już najprawdopodobniej ponad 5 tysięcy; przeważali wśród nich mężczyźni pomiędzy 20. a 30. rokiem życia, kobiety natomiast były bardzo nieliczne (przypuszczalnie 1% ogółu).
W początkach roku 1876 pionier Charlie Utter i jego brat Steve sprowadzili do Deadwood wszystko, co mogło przyczynić się do rozwoju ówczesnej osady, w tym także zawodowych hazardzistów i prostytutki. Wśród poszukiwaczy złota istniało ogromne zapotrzebowanie na kobiety, więc nierząd przynosił wysoki profit. Madam Mollie Johnson miała w krótkim czasie zostać właścicielką najlepiej prosperującego domu publicznego w Deadwood. Tom Miller we wrześniu tego samego roku otworzył "Bella Union Saloon".
Inny saloon (i jednocześnie dom publiczny), "Gem Variety Theater" otwarty został w kwietniu 1877 roku przez Ala Swearengena, który trzymał w ręku także handel opium w mieście. Saloon został zniszczony przez ogień, odbudowany w roku 1879, ale spłonął ponownie w 1899, z którego to powodu Swearengen wyjechał z Deadwood na zawsze.
Miasto stało się sławne jako miejsce, gdzie zamordowany został słynny strzelec i hazardzista Wild Bill Hickok, a także jako miejsce pochówku Hickoka i Calamity Jane oraz nieco mniej znanych postaci, jak Seth Bullock, Dora DuFran lub Potato Creek Johnny. Wszyscy oni spoczywają na cmentarzu Mt. Moriah na wzgórzu nad miastem.
W samym tylko 1876 roku w Deadwood zamordowano cztery osoby. Władzę sądowniczą sprawowały doraźnie zwoływane miners' courts; w praktyce skłaniały się one zwykle do uniewinniania oskarżonych przy jednoczesnym wypędzeniu ich z miasta. Taki los spotkał również mordercę Hickoka, Jacka McCalla (jego proces mógł zostać powtórzony, Deadwood nie było bowiem pełnoprawną jednostką administracyjną, a tamtejsze wyroki nie miały waloru res iudicata; po przeprowadzeniu procesu gdzie indziej zapadł wyrok skazujący i McCall został powieszony). W roku 1876 wybuchła epidemia ospy, co doprowadziło do utworzenia Board of Health – pierwszego w historii miasta stałego organu zarządzającego, którego zadaniem była troska o bezpieczeństwo sanitarne. We wrześniu odbyło się referendum, w którym 1082 mieszkańców opowiedziało się za powołaniem władz miejskich (wobec 57 głosów przeciw). W lutym 1877 Deadwood znalazło się oficjalnie pod władzą Stanów Zjednoczonych, co umożliwiło ustanowienie legalnych władz.
W 1876 roku generał George Crook, ścigający Indian po bitwie nad Little Big Horn, dotarł do Deadwood po marszu, który zyskał miano Horsemeat March.
Gdy gorączka złota minęła i nastał okres regularnego wydobycia, Deadwood zatraciło swój kresowy charakter i przekształciło się w spokojne, ciche miasteczko górnicze.
Pożar, który wybuchł 26 września 1879, strawił ponad 300 budynków i majątek wielu mieszkańców, zmuszając znaczną liczbę osób do szukania szczęścia gdzie indziej.
Linia kolei wąskotorowej, tzw. Deadwood Central Railroad, zbudowana została w roku 1888 przez kilku mieszkańców Deadwood, którzy mieli kopalnie w głębi gór, ale już w pięć lat później odkupiła ją firma Chicago, Burlington & Quincy Railroad. Część linii pomiędzy Deadwood i Lead (dzisiaj Lead jest częścią Deadwood) została zelektryfikowana w roku 1902 jako kolejka dojazdowa, która działała do roku 1924. Pozostając na uboczu szerokotorowej linii wiodącej z Kirk do Fantail Junction, została zlikwidowana w roku 1930. Ostatni niewielki odcinek był wykorzystywany do roku 1984.
Dzisiejsze Deadwood jest znaczącym ośrodkiem turystycznym, znanym ze swych restauracji i kasyn gry.

## Deadwood w kulturze
- Historia Deadwood i jego mieszkańców znalazła swe odbicie w książce Pete'a Dextera z roku 1986, Deadwood, w której głównymi postaciami są Charles Utter i Wild Bill Hickok.
- Początkowe dzieje miasta stanowią kanwę serialu telewizyjnego HBO pt. Deadwood.
- W jednym z odcinków serialu Star Trek: The Next Generation występuje urządzenie holodek, za pomocą którego Worf, jego syn Aleksander i Deanna Troi znajdują się w XIX-wiecznym Deadwood.